# James J. Corbett
James John "Gentleman Jim" Corbett (San Francisco, California, 1 de septiembre de 1866 - Bayside, Queens, Nueva York, 18 de febrero de 1933) fue un boxeador estadounidense campeón mundial de peso pesado. Fue conocido como el hombre que derrotó a John L. Sullivan. 

## Biografía
Fue apodado como el "padre del boxeo moderno" por sus innovaciones técnicas en los entrenamientos. El 21 de mayo de 1891, peleó ante Peter "Black Prince" Jackson, en un combate entre dos boxeadores que entrenaban en los dos más prestigiosos clubes atléticos de San Francisco. Pelearon durante 61 asaltos y finalmente el combate se declaró nulo al declararse ambos exhaustos y no poder continuar.
El 7 de septiembre de 1892 en el club olímpico en Nueva Orleans, Luisiana, Corbett se adjudicó el título de campeón del mundo del peso pesado después de noquear a John L. Sullivan en el 21.er asalto. Corbett con un nuevo boxeo, más científico, se impuso a la fuerza de Sullivan y lo derrotó con fuertes jabs.
El 25 de enero de 1894, Corbett noqueó a Charley Mitchell de Gran Bretaña en tres asaltos en la única defensa que tuvo del título hasta ese momento. 
El 7 de septiembre de 1894 formó parte en la producción del segundo evento de boxeo grabado, una pelea ante Peter Courtney. Fue filmado en el estudio Black Maria en West Orange, Nueva Jersey, y fue producido por William K.L. Dickson.
Perdió su título mundial ante el inglés Bob Fitzsimmons en Carson City, Nevada. Corbett dominó la pelea la mayor parte, pero cuando el entrenador de Fitzsimmons le indicó que atacase la zona abdominal, Corbett no aguantó y fue derrotado. Después de su retiro del boxeo volvió a actuar apareciendo en películas, shows y dando charlas sobre pugilismo. Autorizó su autobiografía bajo el título de The Roar of the Crowd, la cual fue publicada por The Saturday Evening Post en seis semanas durante los meses de octubre y noviembre de 1894. El siguiente año se publicó en formato libro y en 1942 se realizó una película titulada Gentleman Jim, protagonizada por Errol Flynn como Corbett.
Desde 1903 hasta su muerte, Corbett vivió en tres casas en Bayside, en Nueva York. Corbett falleció el 18 de febrero de 1933, a los 66 años, y fue enterrado en el cementerio de Cypress Hills en Brooklyn, Nueva York. Después fue elegido para pertenecer al Salón Internacional de la Fama del Boxeo. Su hermano, Joe Corbett, fue pitcher de la Major League Baseball. Corbett estuvo casado con Olive Lake Morris desde 1886 hasta 1895.